# Lovran
Lovran je  općina u Primorsko-goranskoj županiji na istočnoj obali poluotoka Istre u Republici Hrvatskoj.

## Podrijetlo naziva
Lovran je ime dobio po lovoru koji u izobilju samoniklo raste u njegovoj okolici.
Staro antičko ime Lovrana bilo je Lauriana, što u prijevodu znači "grad lovora". Naziv je ostao i za vrijeme raznih vladavina i nije se promijenio.

## Zemljopis
Smješten na istočnoj obali Istre, odnosno na zapadnoj obali Kvarnerskog zaljeva; u podnožju južnih padina brda Knezgrad (612m) i Lužinski breg (624m) koji pripadaju obroncima planine Učke. Udaljen je 6 km od Opatije i 21 km od Rijeke.
Klima je mediteranska s prosječno 269 sunčanih dana godišnje. Prosječna temperatura u siječnju 4,7°C. Prosječna temperatura u srpnju 22,1°C.
Graniči s tri JLS : Opatija, Mošćenička Draga i Lupoglav.

## Općinska naselja
Općina Lovran ima 5 općinska naselja (stanje 2025.): Liganj, Lovran, Lovranska Draga, Medveja i Tuliševica

## Stanovništvo
Autohtono stanovništvo je većinski hrvatsko, a u manjoj mjeri talijansko (Talijani su prema popisu iz 1910. bili koncentrirani u Starom gradu, gdje su tvorili relativnu većinu s udjelom od 36%). Krajem XIX. st. na područje Lovranštine doseljavaju i obitelji iz područja ondašnje Austro-Ugarske monarhije, najčešće Slovenci, Austrijanci, Mađari i Česi. Nakon drugog svjetskog rata u Lovran se naseljavaju i obitelji iz drugih područja tadašnje Jugoslavije.
Lovran i Lovranština bili su i područje emigracije, ne samo hrvatskog življa, naročito u drugoj polovini XIX. st. i nakon 1945. 
| Naselje         | 1857. | 1869. | 1880. | 1890. | 1900. | 1910. | 1921. | 1931. | 1948. | 1953. | 1961. | 1971. | 1981. | 1991. | 2001. | 2011. |
| --------------- | ----- | ----- | ----- | ----- | ----- | ----- | ----- | ----- | ----- | ----- | ----- | ----- | ----- | ----- | ----- | ----- |
| LOVRAN          | 3040  | 1836  | 1712  | 1940  | 2240  | 3036  | 2584  | 2733  | 2240  | 3274  | 3591  | 3773  | 4232  | 4386  | 3987  | 4056  |
| Lovran          | 1484  | 470   | 644   | 621   | 847   | 1409  | 896   | 1122  | 1229  | 2419  | 2745  | 2989  | 3484  | 3640  | 3241  | 3283  |
| Liganj          | 827   | 720   | 378   | 560   | 570   | 716   | 875   | 821   | 348   | 290   | 318   | 282   | 252   | 306   | 289   | 336   |
| Tuliševica      | 729   | 646   | 363   | 345   | 392   | 389   | 813   | 790   | 256   | 202   | 211   | 208   | 201   | 172   | 216   | 200   |
| Medveja         | -     | -     | 226   | 177   | 193   | 262   | -     | -     | 208   | 180   | 168   | 157   | 175   | 177   | 170   | 177   |
| Lovranska Draga | -     | -     | 101   | 237   | 238   | 260   | -     | -     | 199   | 183   | 149   | 137   | 120   | 91    | 71    | 51    |

| broj stanovnika | 3040  | 1836  | 1712  | 1940  | 2240  | 3036  | 2584  | 2733  | 2240  | 3274  | 3591  | 3773  | 4232  | 4386  | 3987  | 4101  | 3527  |
|                 | 1857. | 1869. | 1880. | 1890. | 1900. | 1910. | 1921. | 1931. | 1948. | 1953. | 1961. | 1971. | 1981. | 1991. | 2001. | 2011. | 2021. |

| broj stanovnika | 1484  | 470   | 644   | 621   | 847   | 1409  | 896   | 1122  | 1229  | 2419  | 2745  | 2989  | 3484  | 3640  | 3241  | 3336  | 2859  |
|                 | 1857. | 1869. | 1880. | 1890. | 1900. | 1910. | 1921. | 1931. | 1948. | 1953. | 1961. | 1971. | 1981. | 1991. | 2001. | 2011. | 2021. |

## Povijest

### Prethistorija i stari vijek
Područje istočne obale istarskog poluotoka nastanjeno je još u prethistoriji, za što postoje dokazi u arheološkim nalazima.
Prije dolaska Rimljana područje Lovranštine nastanjeno je ilirskim plemenima Liburnima po kojima se i čitav taj dio istarske obale naziva Liburnijom. Nije poznato da li je u to vrijeme na mjestu današnjeg Lovrana postojalo liburnsko naselje.
Nakon što su Rimljani u II. stoljeću pr. Kr. pokorili Histre, ubrzo su došli u sukob s Liburnima koji su napadali i pljačkali rimske trgovačke brodove. Nakon dugotrajnih i mukotrpnih borbi Rimljani su uspjeli pokoriti Liburne u I. st. pr. Kr., a cijela je Liburnija uključena u rimsku provinciju Dalmaciju.
Uspostava mira u čitavoj Istri omogućila je uglednijim građanima Rima da širom Istre izgrade svoje rezidencije i poljoprivredno-proizvodna dobra, tzv. villae rusticae. Tako je na trgovačkom putu između Pule (Pola) i Trsata (Tharsatica), a na mjestu današnjeg Lovrana, svoju vilu rustiku sagradio rimski patricij, državnik, vojskovođa i kartograf Marko Vipsanije Agripa (Marcus Vipsanius Agrippa)(62. – 12. pr. Kr.). Ova vila rustika smatra se začetkom Lovrana kao naselja, a pokoreni Liburni koji su kao robovi ovdje uzgajali vinovu lozu i masline, njegovim prvim stanovnicima.

### Srednji vijek
U V. st. pod najezdom barbarskih plemena pada Zapadno Rimsko Carstvo. Prije samog upada u Italiju Ostrogoti zauzimaju čitav zapadni Balkan i Istru. U vrijeme bizantskog cara Justinijana (527. – 565.) Lovran i čitava Istra su u sastavu Istočnog Rimskog Carstva - Bizanta.
Godine 600. papa Grgur I. piše dalmatinskom biskupu Maksimu: " ... Zbog Slavena sam vrlo žalostan i zabrinut, budući da su preko Istre počeli prodirati u Italiju". Ubrzo nakon toga Slaveni (Hrvati) zauzeli su velik dio Istre. Za vrijeme pontifikata pape Ivana IV.: (640. – 642.) kako se doznaje iz njegove biografije, odnosi s Hrvatima u Istri su miroljubivi, te on šalje opata Martina da od Slavena otkupi kršćanske zarobljenike.
Izgleda da Lovran nije stradao u prodoru Slavena. U VII. st. anonimni kozmograf iz Ravenne u djelu "Ravenati Annonymi Cosmographia", sastavljenom na temelju starijih spisa, u kratkom opisu Istre spominje gradić Lauriana - današnji Lovran.
U VIII. st. Franci zauzimaju Istru i pripajaju je kraljevstvu Karla Velikog. Pod njihovom zaštitiom akvilejski patrijarsi počinju širiti kršćanstvo među istarskim hrvatima, a iz ovih krajeva Franci poduzimaju vojne pohode protiv Hrvata i Avara u Dalmaciji i Panoniji. Tako se u okolici Lovrana 799. odigrala bitka između Franaka i Hrvata u kojoj je poginuo franački vojskovođa i friulski markgrof Erik. O toj pogilji akvilejski je patrijarh Paulin (776. – 802.) spjevao "Versus Paulini de Herico Duce" (Paulinov spjev o knezu Eriku), u kojem kao mjesto pogiblje spominje Mons Laurentus (Lovransko Brdo). I danas se jedno brdo iznad Lovrana naziva "Knezgrad", i kod lokalnog stanovništva postoji vjerovanje da je upravo to brdo na kojem su Hrvati potukli Franke. Pisani podatak iz tog vremena u "Vita Caroli Magni" (Život Karla Velikog) koju je napisao suvremeni povjesničar Einhard, kaže da se ova bitka odigrala kraj Trsata.
819. – 821. Lovran je pod vlašću hrvatskog kneza Borne, franačkog vazala, koji je nosio naslov dux Dalmatiae atque Liburniae.
I u X. st. Lovran je u sastavu hrvatske države. Potvrdu za to nalazimo u djelu bizantskog cara i povjesničara Konstantina Porfirogeneta "O upravljanju carstvom" (De administrando imperio), u kojemu kaže da se Hrvatska "... proteže uz more do granica Istre, tj. do grada Labina". Tako je bilo do XI. st. kada oko 1060. grof Idrijski i Kranjski, Ulrich Olenmünde, ove krajeve oduzima od Kraljevine Hrvatske.
U XII. st. Lovran je zajedno s čitavom Istrom u sasatvu tzv. pokrajine Meranie (Zemlja uz more) kojom su vladali akvilejski patrijarsi, pulski biskupi i različiti njemački feudalni gospodari od kojih su najznačajniji bili oni iz obitelji Andechs, a njihov najznačajniji predstavnik vojvoda Bertold (hrvatski ban 1209. – 1212.), akvilejski patrijarh 1218. – 1251.). 
U XII. st. Lovran je i važno trgovačko središte kao i značajan centar brodogradnje čitavog sjevernog Jadrana. El Idrissi, arapski geograf, koji je za potrebe normanskog kralja Ruđera II. i njegovog dvora u Palermu na Siciliji proputovao istočnu obalu Jadrana, u svojo knjizi "Kitab Rugeri" (Ruđerova knjiga) kaže: "Lovran je veliki grad, bogat stanovništvom i u stalnom procvatu, u kojem se uvijek nalazi mnogo gotovih brodova i čija su brodogradilišta u stalnom pogonu".
Krajem XIII. i u XIV. st. Lovran je u feudalnom posjedu Goričkih grofova koji upravljaju i Pazinskom grofovijim. Nakon smrti grofa Alberta III. 1342. njegovi su posjedi podjeljeni između njegovih sinova. Lovran, Brseč, Lupoglav i Pazin pripali su Albertu IV., a nakon njegove smrti 1374. pripali su austrijskoj obitelji Habsburg.
U srednjem vijeku Lovran je bio utvrđen zidinama, ostatak kojih se može prepoznati u rubnim zgradama Starog grada i gradskoj kuli, koja zajedno sa zvonikom crkve Sv. Jurja dominira starom jezgrom. Lovran je bio jedan od utvrđenih kaštela, lat.kastruma, Liburnije na liniji Kastav - Veprinac - Lovran - Mošćenice - Brseč - Plomin. Za razliku od ostalih kaštela koji su u pravilu izgrađeni na brdu, Lovran je jedinstven po tome jer je izgrađen uz samo more.

### Novi vijek
U XV. st. Istra je podijeljena između dviju političkih sila: Mlečana (Venecije) koji su držali čitavu zapadnu obalu i dio istočne do Plomina, i Habsburgovaca koji su kontrolirali čitavu unutrašnjost poluotoka i preostalu obalu. Habsburška Istarska grofovija obuhvaćala je 20 općina. Lovran je bio jedna od tih općina smještena između općine Veprinac i Općine Mošćenice. Na čelu općine nalazio se špan, a općina je bila prema feudalnom gospodaru obavezna davanjima u žitu i kestenju (marunima).
U to vrijeme Lovran je bio i luka iz koje su kretali hodočasnici na hodočašće u marijansko svetište Loreto u srednjoj Italiji. Tako i carski savjetnik Sigismund Herberstein (1486. – 1566.) u svom životopisu opisujući hodočašće kaže: "... u Lovranu su sjeli na brod i uputili se u Jakin, za obaviti to hodočašće, i na isti se način od Ancone do Lovrana vratili natrag...".
Nakon pada Bosne 1463. Turci sve češće i sve više napadaju hrvatske krajeve. Godine 1511. prvi su puta upali i poharali pazinsku grofoviju i do kraja stoljeća to ponovili još 10 puta. Hrvatski živalj koji je pred Turcima izbjegao na zapad naseljava se u istarskim područjima. Tako je i kapetan Petar Kružić dio tog življa kojeg su nazivali Uskocima (izbjeglice) naselio na svom istarskom posjedu Lupoglavu, i pod njegovim vodstvom sudjelovao u obrani hrvatskih zemalja. 1528. Petar Kružić zamolio je Ferdinanda Habsburškog da mu dopusti korištenje lovranske luke za stacioniranje flote koja bi mu koristila za opskrbu Klisa koji je bio pod stalnim napadima Turaka. Tako je Lovran postao glavno primorsko uporište Uskoka. Petar Kružić koristio se Lovranom kao lukom za opskrbu svojih jedinica i utvrda ljudstvom, hranom i oružjem, sve do svoje junačke smrti 1537. Klis je pao u turske ruke a Uskoci se preselili u Senj, odakle su i dalje vodili borbe protiv Turaka, ali su ubrzo počeli napadati i Mlečane i njihove brodove, što je dovelo do pogoršanja odnosa između Venecije i Habsburgovaca.
Tijekom mletačko-uskočkog sukoba nekoliko puta stradao je i Lovran. Kada su Mlečani 1599 napali Rijeku, opljačkali su i Lovran. U prosincu 1614. venecijanska flota bombardirala je Lovran, a potom se posada iskrcala i opljačkala i zapalila dio grada. U svibnju 1615. napali su lovransku luku i opljačkali dva broda, a na Božić 1616. poharali su čitavu obalu između Lovrana i Mošćenica.
Pazinska grofovija, a s njom i Lovran, često je mijenjala svoje feudalne gospodare. U drugoj polovici XVII. st. to je bio grof Franjo Auersperg koji je u Lovranu imao kuću koju je koristio na proputovanjima.
U XVII. i XVIII. st Lovran se intenzivno bavio pomorskom trgovinom, trgujući s Venecijom, Anconom, Senigaliom i drugim gradovima izvozeći najviše vino, kestenje (marune) i ribu. Povjesničar Jochann Weichard Valvasor pak u svom djelu "Die Ehre des Herzogthum Krain" (Slava Kranjskoga vojvodstva) 1689. za Lovran kaže: "... stanovnici vode opsežnu trgovinu lanenim platnom kojeg preko mora izvoze u udaljene krajeve".
Za vrijeme francusko-austrijskog rata za španjolsko nasljeđe (1701. – 1714.) francuska flota krstareći Jadranom i napadajući Habsburške gradove, napala je 1702. i Lovran.
Početkom XVIII st. Rijeka dobiva status slobodne trgovačke luke, što navodi mnoge lovranske trgovce da svoja sjedišta premjeste u Rijeku. Lovran gubi značaj kao trgovačka luka te se okreće brodogradnji. U brodogradilištima u obližnjoj Iki od 1719. do 1870. gradili su se jedrenjaci i veći ribarski brodovi. Pojavom parobroda počela je zamirati i ova djelatnost.

### XIX. stoljeće
Godine 1797. Napoleon Bonaparte osvaja Veneciju i dokida mletačku republiku. Mirom u Canpoformiji 1798. ustupa Napoleon mletačke dijelove Istre Austrijancima koji sada upravljaju cijelom Istrom. U novim sukobima koji su slijedili između Francuza i Austrijanaca, Austrija je pobjeđena pa austrijski car Franjo I. mora temeljem Schönbrunnskog mira iz listopada 1807. Istru predati Napoleonu. No, Napoleonovi porazi koji su uslijedili na europskim bojišnicama omogućili su Austriji da ponovo zavlada Istrom. 1813. pred lovranskom se lukom usidrila engleska flota koja je davala podršku trupama austrijskog generala Nugenta u njegovim operacijama oslobađanja Istre od Francuza. U vlasti Austrije Lovran ostaje do 1918.
I u XIX. st. Lovran je bio značajno pomorsko središte Jadrana, što zbog brodogradnje, što zbog pomorske tradicije njegovog stanovništva. Tako je Lovran sredinom XIX. st. brojio više od 20 pomorskih kapetana.
Jačanje nacionalnih osjećaja u Europi onoga vremena odrazilo se i na Lovranu. On je igrao važnu ulogu u borbi istarskih Hrvata protiv talijanske manjine koja je zahtijevala političke povlastice poput uvođenja talijanskog jezika u škole i državnu službu (službeni jezik je bio njemački), kao i protiv njihove, gotovo nasilne, politike povezivanja s Trstom i Italijom. U prosincu 1848. Lovranci su u Beč poslali "rezoluciju" u kojoj su naglasili svoju nacionalnu ravnopravnost s Talijanima i izjavili da se "... protivimo povezivanju i ujedinjenju s talijanskim jezikom i krajevima ... i da smo jednoglasni u svom hrvatskom slavenstvu i za pripajanje našeg kraja vjernom gradu Rijeci". I u drugoj rezoluciji 1849. Lovranci su istakli slavenski karakter Istre i ekonomsku i kulturnu povezanost istočne obale Istre s Rijekom i Hrvatskom. Ova politička borba narodnog elementa prikazana je i u djelima dvaju književnika rodom iz ovih krajeva: Eugena Kumičića (1850. – 1904.) i Viktora Cara Emina (1870. – 1963.).
Pojava parobroda krajem XIX. st. dovela je do jake ekonomske krize čitave Lovranštine uvjetovane propašću lovranskog brodarstva i brodogradnje, obiju bazirane na jedrenjacima. Mnogi su tada bili prisiljeni emigrirati u prekomorske zemlje. U isto vrijeme rađa se i nova ekonomska grana - turizam. No domaće stanovništvo tradicionalno vezano na pomorstvo, u njemu se, osim rijetkih iznimaka, nije snašlo. Iako je prvo zdanje specijalno izgrađeno za prihvat turista Villa Fernandea (danas Hotel Belveder), izgrađeno još 1873., a 1898. Lovran dobio službeni status lječilišta, pravi turistički bum uslijedio je tek u prvom desetljeću XX. stoljeća.

### XX. stoljeće
Početkom XX. stoljeća grad se sve više širi na svoju sjevernu i južnu stranu. Grade se brojne vile i ljetnikovci, te mnogi pansioni i hoteli. Lovran postaje sve poznatiji kao lječilište. Gradi se vodovod, uvodi električna struja, uvodi tramvajska linija koja povezuje Lovran s opatijskom željezničkom postajom u Matuljima. Grade se dva javna gradska kupališta. Godine 1909. donose se posebni higijenski propisi koji reguliraju cjelokupnu turističku djelatnost Lovrana.
I dok se Opatija razvija kao vrlo dinamično mondeno središte, Lovran zadržava ugled profinjenog i pomalo izoliranog lječilišta u čijem miru svoje utočište nalaze brojni uglednici visokog bečkog i budimpeštanskog društva, ali i ostalih dijelova Europe. Tako Norbert Krebs u svojoj knjizi "Die Halbinsel Istrien" (Poluotok Istra), objavljenoj u Leipzigu 1907. ubraja Lovran u najnjegovanija lječilišta monarhije. Godine 1913. Lovran broji 12.000 posjetitelja.
Prvi svjetski rat 1914. – 1918. brutalno je prekinuo ovaj turistički uzlet. Nakon pada Austro-Ugarske Monarhije Istru pa tako i Lovran okupiraju talijanske snage, a potvrdom granice između Italije i Kraljevine Srba, Hrvata i Slovenaca, odnosno kasnije Kraljevine Jugoslavije Rapalskim ugovorom 1920., Lovran definitivno dolazi pod vlast Kraljevine Italije.
Godine 1922. u Italiji na vlast dolaze fašisti te nastupa razdoblje više-manje forsirane talijanizacije Lovrana i Lovranštine. Lovran mijenja ime u Laurana (do tada su se ravnopravno koristila dva naziva: Lovran i Lovrana).
Pod talijanskom vlašću Lovran gubi svoju prirodnu povezanost s geografskim zaleđem. Ukida se tramvajska linija Matulji - Opatija - Lovran. Turizam stagnira jer talijanske vlasti kao turistička odredišta favoriziraju i podupiru talijanske gradove, prvenstveno ligursku rivijeru.
Godine 1941. započinje novi svjetski sukob. Padom Italije 1943. Lovran dolazi pod okupaciju Nijemaca pod kojom ostaje do oslobođenja u travnju 1945. kada su Nijemci potisnuti od Jugoslavenske narodnooslobodilačke vojske nakon desanta 26. dalmatinske divizije u Mošćeničkoj Dragi. Nakon oslobođenja i temeljem mirovnog ugovora između Italije i sada Narodne Federativne Republike Jugoslavije Lovran potpada pod Jugoslaviju. Nova vlast donosi i nove nade ali i nova razočaranja. Veliki dio stanovništva optira i odlazi u Italiju.
Nakon 1945. Lovran se postupno oporavlja. Ukida se općina Lovran i čitava Lovranština uključuje u novu općinu Opatija. Turizam se postupno ali uporno obnavlja, grade se novi hotelski kapaciteti, ali taj turistički razvoj ostaje i dalje u sjeni turističkog razvoja Opatije. Neki turistički objekti Lovrana mijenjaju svoju namjenu. Tako nekadašnji Grand Hotel Lovrana koji je za vrijeme Drugog svjetskog rata prenamijenjen u njemačku ratnu, a nakon oslobođenja u jugoslavensku vojnu bolnicu, postaje državni centar za liječenja koštane tuberkuloze koji prerasta u renomiranu Specijalnu kliničku ortopedsku bolnicu koja, po svojim stručnim dosezima, spada u sam vrh hrvatske medicine.
Malo pomalo, Lovran od nekadašnjeg mjesta elitnog postaje mjesto masovnog turizma, u kojem se u ljetnim mjesecima uzaludno traži mjesto više. No nastupom Domovinskog rata 1991. kompletan turistički život Lovrana propada. Iako Lovran nije direktno pogođen ratnim zbivanjima, mnogi su lovranski mladići u njima sudjelovali, najviše na ličkoj bojišnici, a neki su i poginuli. U lovranskim su hotelima i drugim turističkim kapacitetima svoj smještaj našli nebrojeni prognanici, najviše iz okupiranih područja istočne Slavonije, u kojima su dočekali ne samo kraj rata već i niz poslijeratnih godina.
U samostalnoj Hrvatskoj Lovran ponovo postaje samostalna općina.

## Gospodarstvo
Prvenstveno turizam i ugostiteljstvo. U manjoj mjeri ribarstvo, malo poduzetništvo i uslužne djelatnosti. Većina radnog stanovništva zaposlena je u susjednom gradu Rijeci i Opatiji. 

### Turizam
Posljednjih sto godina Lovran se okrenuo turizmu, najprije kao zimovalište i lječilište visokih krugova Austro-Ugarske monarhije, a danas kao mjesto za odmor koje privlači turiste tijekom cijele godine. Iz vremena početka turizma potječe i čitav niz prelijepih secesijskih vila, koje su sagrađene na prijelazu 19. u 20. stoljeće, na obalnom pojasu sjeverno i južno od stare gradske jezgre, a od kojih se neke ubrajaju u sam vrh svjetske graditeljske baštine.
Lovran danas privlači turiste tijekom cijele godine i pruža smještaj u brojnim hotelima, pansionima i privatnom smještaju. Turisti se mogu odmarati na brojnim terasama ili uživati sunčajući se i kupajući se na jednom od dva gradska kupališta ili na malim šljunkovitim plažama smještenim u brojnim uvalama. Mogu uživati u šetnji jedinstvenom šetnicom, popularni lungomare, koja se u dužini od 12 km pruža od Lovrana do Voloskog i pruža jedinstven doživljaj gdje stogodišnji hrastovi svojim granama gotovo dodiruju površinu mora. Ljubitelji planinarenja mogu slijediti neku od planinarskih ruta koje iz Lovrana ili Medveje vode na sam vrh Učke.
Proširenje turističke ponude osmišljeno je i organizacijom niza redovitih, već tradicionalnih manifestacija koje započinju Danima šparuga u travnju, Danima trešanja ili, kako domaći kažu, "Dani črešanj", ljetnom sezonom koja je obogaćena brojnim izložbama, koncertima i ribarskim zabavama. A u jesen organizira se tradicionalna i izuzetno popularna "Marunada", svečanosti "maruna", posebne vrste pitomog kestena izuzetne kvalitete, koji se tradicionalno već stoljećima uzgaja na Lovranštini i po kojima je Lovran u prošlosti bio poznat u čitavoj Austro-Ugarskoj Monarhiji.

## Politika
Od osamostaljenja Hrvatske Lovranom je upravljao IDS do 2001., od tada na vlasti se smjenjuju Nezavisne liste i SDP. Na izborima održanim 2013. godine za načelnika je izabran kandidat AM.

## Spomenici i znamenitosti
- Crkva svetog Jurja u Lovranu
- Crkvica svetog Ivana u Starom gradu
- Crkvica svetog Trojstva iznad lučice
- Stari grad
- Gradska kula na Trgu svetog Jurja
- Istočna gradska vrata "Stubica"
- Reljef svetog Jurja kako probada zmaja
- Mustaćon - luneta portala
- Kamena ploča u spomen posjete Saskog kralja Friedricha II. Augusta
- Hotel Draga di Lovrana (Lovranska Draga) - spomenik kulture
- Lovranske vile
- Nekadašnje lječilište u Lovranu - Lovran spa
- Park prirode Učka
- Obalno šetalište Franca Josefa I. u dužini od 12 km počevši od Lovrana pa sve do kraja Voloska
- Umjetnička instalacija „Puli Mȁlina“ (kod mlina) u Lovranskoj Dragi

## Obrazovanje
- Osnovna škola "Viktora Cara Emina"
- područna škola "Dobreć" u Dobreću

## Kultura
- Puhački orkestar Lovran, utemeljen 1912.
- Slovensko kulturno-prosvjetno društvo Snežnik
- Atelje i galerija hrvatskog slikara Ivana Pessija[6]
- Izložbeni prostor galerija Laurus
- Kuća lovranskega guca - galerija

### Manifestacije
- Lovranski karneval - maškare i maškarana povorka - (siječanj/veljača)
- Festival šparuga (travanj) -  uz zabavni program u večernjim satima spravlja se vela fritaja od 1000 jaja i 30 kg divljih šparuga u tavi promjera 2 m
- Dani črešanj (lipanj) - lovranske brtošinke - Fešta – Veli štrudel - rezanjem velikog lovranskog štrudela od trešanja duljine 10m, te nastupom folklora.
- 100 Milja Istre / Ultratrail 110 km (travanj) - utrka izdržljivosti  - Start: Lovran, cilj: Umag
- Međunarodni festival puhačkih orkestara "Naš svijet je glazba" (svibanj)
- Regata tradicijskih barki za trofej "Nino Gasparinic" (lipanj)
- "Ljeto u Lovranu" manifestaciuja kulturnih događaja u lovranu (srpanj/kolovoz) - Ribarske fešte
- MTB Učka Maraton – UCI MTB Marathon Series (srpanj) - utrka za Svjetski kup
- Fešta od maruna - Marunada (listopad) - LOVRAN - DOBREĆ - LIGANJ
- Utrka u planinskom trčanju Učka vertical (listopad)  - MEDVEJA – Lovranska Draga – Vojak
- Lovranska regata - (studeni) - za jedrilice klase Optimist i Laser 4.7
- Jutro va Lovrane na Viliju Božju - BADNJAK -  Friganje i podjela fritula i kuhanog vina uz glazbeni program
- Božićni koncert Mješovitog pjevačkog zbora KUD-a "Lovor" Lovran - 26.12. - Crkva Sv. Jurja
- Ispraćaj stare i doček Nove godine uz silvestarski koncert Puhačkog orkestra Lovran (prosinac) - 31.12.
- Liburnia Jazz Festival & Workshops, udruge Liburnia Jazz.[7]

## Poznate osobe
- Josip Kaplan, hrv. skladatelj
- Viktor Car Emin, hrv. književnik
- Guido barun von Call zu Rosenburg und Kulmbach, austro-ugarski diplomat i političar
- Antonio Felice Giacich, liječnik
- Charles Billich, hrv. slikar
- Ivan Pessi, hrv. slikar
- Stanisław Witkiewicz, poljski arhitekt, slikar i pisac, umro je u Lovranu u 1915.
- Stanisław Ignacy Witkiewicz (poznat kao Witkacy), poljski umjetnik, dramatičar i pisac
- Mario Battifiaca, glazbenik, glumac, radijski i tv voditelj

## Šport
- boćarski klub Lovran
- boćarski klub Liganj
- boćarski klub Lovranska Draga
- NK Lovran
- Brdsko - biciklistički klub "Marun"
- Jedriličarski klub - "Istra"
- Planinarsko društvo "Knezgrad"
- Planinarsko društvo "Tris"
- Športsko ribolovno društvo "Zubatac"
- Tenis klub Lovran

Od 2001. održava se jedriličarska Lovranska regata - Marunada.

## Vanjske poveznice
- Službene stranice općine Lovran
- Turistička zajednica općine Lovran